# Замок Ормонд
Замок Ормонд (ірл. Caisleán Urmhumhan) — розташований на річці Шур східніше міста Керрік-на-Шурі в графстві Північний Тіпперері, Ірландія.
Замок був побудований на початку XIII століття, і в 1315 році придбаний Джеймсом Батлером, I графом Ормонда. У наступні роки представники родини Батлер неодноразово добудовували і переробляли внутрішні приміщення, а також зовнішній вигляд споруди. У XVII столітті власники покинули замок і переселилися в інше місце, проте Ормонд і далі залишався їхньою власністю. 1947 року замок був переданий державі, яка зайнялася реставрацією пам'ятки історії і архітектури.